# Brigitte Schmoll
Brigitte Schmoll (* 13. August 1955 in Köln), Spitzname Gitta, ist eine ehemalige deutsche Fußballspielerin.

## Karriere

### Vereine
Schmoll gehörte der SSG 09 Bergisch Gladbach an, für die sie von 1976 bis 1979 als Torhüterin, danach bis 1981 als Abwehrspielerin, aktiv gewesen ist. Während ihrer Vereinszugehörigkeit gewann sie viermal die Deutsche Meisterschaft und einmal den DFB-Pokal. Nachdem sie am 18. Juni 1977 im Kreisstadtstadion von Bergisch Gladbach das torlos gebliebene Hinspiel gegen die NSG Oberst Schiel bestritten hatte, gewann sie mit ihrer Mannschaft das am 25. Juni 1977 auf den Sandhöfer Wiesen in Frankfurt-Niederrad ausgetragene Rückspiel mit 1:0 dank des Siegtores von Ingrid Gebauer in der 31. Minute.
In der übernächsten Saison bestritt das am 17. Juni 1979 im Städtischen Stadion an der Grünwalder Straße in München ausgetragene Hinspiel gegen den FC Bayern München, das mit 3:2 gewonnen wurde. Das am 24. Juni 1979 im heimischen Stadion An der Paffrather Straße ausgetragene Rückspiel wurde durch das frühe und spielentscheidende Tor von Doris Kresimon in der zweiten Minute bereits entschieden.
Ihr drittes und viertes Finale um die Deutsche Meisterschaft bestritt sie nunmehr als Abwehrspielerin am 15. Juni 1980 und am 20. Juni 1981 erneut und jeweils im heimischen Stadion; das Spiel gegen den KBC Duisburg wurde mit 5:0, das gegen Tennis Borussia Berlin mit 4:0 gewonnen.
Das Finale um den DFB-Pokal gewann sie mit ihrem Verein am 2. Mai 1981 im Stuttgarter Neckarstadion mit 5:0 gegen den TuS Wörrstadt.

### Auswahlmannschaft
Des Weiteren gewann sie als Spielerin der Auswahlmannschaft des Fußball-Verbandes Mittelrhein das am 10. Mai 1981 in Bergisch Gladbach ausgetragene Finale um den Länderpokal, der gegen die Auswahlmannschaft des Niedersächsischen Fußballverbandes mit dem 1:0-Sieg errungen wurde.

## Erfolge
- Deutscher Meister 1977, 1979, 1980, 1981
- DFB-Pokal-Sieger 1981
- Länderpokal-Sieger 1981